# Piblange
Piblange (fràncic lorenès Piwlingen) és un municipi francès situat al departament del Mosel·la i a la regió del Gran Est. L'any 2007 tenia 858 habitants.

## Demografia

### Població
El 2007 la població de fet de Piblange era de 858 persones. Hi havia 278 famílies, de les quals 40 eren unipersonals (4 homes vivint sols i 36 dones vivint soles), 79 parelles sense fills, 141 parelles amb fills i 18 famílies monoparentals amb fills.
La població ha evolucionat segons el següent gràfic:
Habitants censats

### Habitatges
El 2007 hi havia 314 habitatges, 285 eren l'habitatge principal de la família, 1 era una segona residència i 28 estaven desocupats. 297 eren cases i 16 eren apartaments. Dels 285 habitatges principals, 228 estaven ocupats pels seus propietaris, 55 estaven llogats i ocupats pels llogaters i 2 estaven cedits a títol gratuït; 6 tenien dues cambres, 22 en tenien tres, 58 en tenien quatre i 199 en tenien cinc o més. 243 habitatges disposaven pel capbaix d'una plaça de pàrquing. A 104 habitatges hi havia un automòbil i a 165 n'hi havia dos o més.

### Piràmide de població
La piràmide de població per edats i sexe el 2009 era:
| Homes | Edats   | Dones |
| ----- | ------- | ----- |
| 0     | 95 o +  | 4     |
| 0     | 90 a 94 | 0     |
| 0     | 85 a 89 | 0     |
| 0     | 80 a 84 | 0     |
| 4     | 75 a 79 | 8     |
| 8     | 70 a 74 | 8     |
| 12    | 65 a 69 | 4     |
| 20    | 60 a 64 | 24    |
| 8     | 55 a 59 | 16    |
| 16    | 50 a 54 | 12    |
| 36    | 45 a 49 | 24    |
| 44    | 40 a 44 | 20    |
| 32    | 35 a 39 | 48    |
| 32    | 30 a 34 | 36    |
| 24    | 25 a 29 | 12    |
| 8     | 20 a 24 | 12    |
| 36    | 15 a 19 | 32    |
| 44    | 10 a 14 | 36    |
| 32    | 5 a 9   | 20    |
| 28    | 0 a 4   | 12    |

## Economia
El 2007 la població en edat de treballar era de 546 persones, 418 eren actives i 128 eren inactives. De les 418 persones actives 377 estaven ocupades (223 homes i 154 dones) i 41 estaven aturades (15 homes i 26 dones). De les 128 persones inactives 28 estaven jubilades, 46 estaven estudiant i 54 estaven classificades com a «altres inactius».

### Ingressos
El 2009 a Piblange hi havia 317 unitats fiscals que integraven 966,5 persones, la mediana anual d'ingressos fiscals per persona era de 16.425 €.

### Activitats econòmiques
Dels 20 establiments que hi havia el 2007, 1 era d'una empresa alimentària, 6 d'empreses de construcció, 4 d'empreses de comerç i reparació d'automòbils, 1 d'una empresa financera, 1 d'una empresa immobiliària i 7 d'empreses de serveis.
Dels 5 establiments de servei als particulars que hi havia el 2009, 1 era un taller de reparació d'automòbils i de material agrícola, 1 paleta, 1 guixaire pintor, 1 lampisteria i 1 electricista.
L'únic establiment comercial que hi havia el 2009 era una perfumeria.
L'any 2000 a Piblange hi havia 15 explotacions agrícoles que ocupaven un total de 496 hectàrees.

## Equipaments sanitaris i escolars
El 2009 hi havia una escola elemental.

## Poblacions més properes
El següent diagrama mostra les poblacions més properes.